# Буремльське князівство
Буремльське князівство — невеличке удільне васальне князівство 15—17 ст. у Великому князівстві Литовському (від 1569 — Речі Посполитій). Включало землі на Волині з центром у Буремлі (нині в Рівненській області, Україна). Перебувало у володінні родів Гедиміновичів, Курцевичів, Буремських. Гербом був готичний щит, на якому вміщено знак у вигляді перехрещених роздвоєних здолу вил.

## Історія
Основу уділу навколо замку Буремль було покладено у 1366 року, коли його передано Олександру Коріатовичу, князю Подільському. Згодом воно перебувало у власності Костянтина Михайловича, онука Наримунта Гедиміновича. Втім, фактично формування відбулося за князя Михайла Костянтиновича Курцевича, що мав титул князя Ольшанського. У 1452 році отримав від короля Польського і великого князя Литовського Казимира IV Ягеллончика привілей на Буремльський уділ, став називатися князем на Буремлі. Щодо походження князів Курцевичів у істориків, які вивчали проблеми литовсько-руської князівської генеалогії доби середньовіччя, немає одностайності. Свого часу Ю. Вольф зробив припущення щодо походження князів на Буремлю від Наримунта-Гліба Гедиміновича князя Пинського. Аналогічної думки дотримується також Н. Яковенко. Натомість Л. Войтович волів виводити походження Буремльських та Курцевичів від Костянтина Коріатовича, князя Подільського.
У середині 1450-х років відбулося виокремлення Буремльського князівства, яке отримав старший син Михайла Курцевича — Федір Костянтинович, що започаткував гілку, представники якої від назви батьківщини почали писатися Курцевичами-Буремльськими, а згодом Буремськими. У XVI ст. власники князівства стали отримувати щорічні пожалування з доходів Луцького мита, які надавалися за оборону Волинського воєводства від ногайських і кримських татар. Втім, у 1575 році під час набігу татар було захоплено й спалено Буремлю, завдано значного збитку князівству.
Після смерті князя Андрій Андрійович у 1610 році князівство припинило існування: було поділено між родами Друцьких-Соколинських та Курцевичів-Булиг.